# Charles Poliquin
Charles Poliquin (Ottawa, 5 marzo 1961 – 25 settembre 2018) è stato un culturista, scrittore e editorialista canadese.

## Biografia
Charles Poliquin è nato il 5 marzo 1961 a Ottawa, Ontario, in Canada. Ha ottenuto un Master in Exercise Physiology (fisiologia dell'esercizio).

### Carriera
Poliquin ha iniziato a lavorare come allenatore specializzato sulla forza mentre frequentava la scuola di specializzazione in Canada. Ha contribuito a rendere popolare il libro German Volume Training. Iniziò ad interessarsi all'allenamento della forza, ispirato dal film L'eroe della strada, del 1975 con Charles Bronson.
Alla fine degli anni '90, Poliquin fondò la Poliquin Performance, aprendo il primo Poliquin Performance Center a Phoenix, in Arizona nel 2001, e il Poliquin Strength Institute a East Greenwich, nel Rhode Island nel 2009. Durante questo periodo ha certificato gli allenatori tramite il Poliquin International Certification Program (PICP), che include un metodo di profilatura dell'ormone corporeo, da lui stesso inventato, chiamato BioSignature Modulation. A settembre 2013 Poliquin si è separato dalla Poliquin Performance (ora ribattezzata Poliquin Group). Successivamente ha fondato un'altra società di fitness chiamata Strength Sensei. Ha allenato numerosi atleti olimpionici e professionisti.
Poliquin ha pubblicato articoli su riviste peer-reviewed di fitness su temi quali scienza, forza e condizionamento. Le sue teorie sull'allenamento furono introdotte nella comunità del bodybuilding nel 1993 attraverso i suoi articoli per la rivista Muscle Media 2000, e dopo il 1998 attraverso le versioni online e stampate di Testosterone Magazine (ora conosciuta come T-Nation). Ha coniato la frase "il mito della disciplina" per suggerire che i risultati del fitness dipendono da quanto sia motivato un atleta. Come editorialista, ha scritto oltre 600 articoli in numerose pubblicazioni. Inoltre, è autore di otto libri, molti dei quali sono stati tradotti in 12 lingue diverse, tra cui svedese, tedesco, francese, italiano, olandese e giapponese. Il suo primo libro, The Poliquin Principles è un riassunto di base dei suoi metodi di allenamento e ha fornito informazioni sui regimi di allenamento ad alcuni dei migliori atleti del mondo.

### Morte
È morto a quanto pare per un attacco di cuore il 25 settembre 2018 all'età di 57 anni. La morte è stata annunciata dalla famiglia tramite i social media.

## Lista degli atleti allenati
- David Boston, NFL Pro Bowl wide receiver
- Al MacInnis, Retired NHL defenseman, Norris Trophy winner
- Joe Nieuwendyk, Florida Panthers, Conn Smythe Trophy winner, Stanley Cup winner
- Chris Pronger, Anaheim Ducks, Stanley Cup winner; winner of Norris and Hart Trophies
- Canadian short-track speed-skating team
- Dwight Phillips, Olympic Gold Medalist long jumper
- Nanceen Perry, World Record Holder 4 x 200 metre
- Michelle Freeman, former number 1 ranked hurdler in the World.
- Chris Thorpe, Olympic Silver & Bronze Medalist, Double's Luge
- Adam Nelson, World Champion & 2x Olympic Silver Medalist, Shot Put
- Ben Pakulski, Top Canadian Bodybuilder and Trainer
- Gary Roberts, NHL player—Roberts credits Poliquin with helping him make a successful return to the NHL after 2 of his previous return attempts failed due to physical injury.[10]